# Patrimonialgericht Hecklingen und Gänsefurth
Die Patrimonialgericht Hecklingen und Gänsefurth waren bis 1850 ein Patrimonialgericht im Herzogtum Anhalt-Bernburg mit Sitz in Hecklingen und Gänsefurth.

## Geschichte
Hecklingen und Gänsefurth waren adelige Dörfer und Ritterguter, welche im Besitz der Familie Trotha waren, die dort auch Schloss Hecklingen bewohnten. Sowohl das Mannlehn-Rittergut Hecklingen als auch das Mannlehn-Rittergut Gänsefurth waren landtagsfähige Rittergüter und berechtigte zur Teilnahme am Landtag. In diesen adligen Dörfern verfügte der Grundherr über das Recht zur Ausübung der Zivil- und Strafgerichtsbarkeit in erster Instanz. Hierzu musste er einen ausgebildeten Juristen als Gerichtshalter oder „Justitiar“ bestellen. Für Hecklingen und Gänsefurth wurde dies in Personalunion wahrgenommen. Entsprechend sprach man auch vom Amt Hecklingen oder den Adlig von Trotha´sche Gerichte zu Hecklingen und Gänsefurth. Zweite Instanz war die Landesregierung in Bernburg, die auch die Vereidigung der Gerichtshalters vornahm. Daneben verantwortete der Grundherr das Polizeiwesen. Im Jahre 1827 hatte das adelige Dorf Hecklingen 206 Häuser und 1268 Einwohner, Gänsefurth hatte 6 Häuser mit 36 Einwohnern.

## Neuorganisation 1849/50
Mit der Märzrevolution war eine umfassende Verwaltungs- und Justizreform verbunden. Die Trennung der Rechtsprechung von der Verwaltung wurde eingeführt und die Patrimonialgerichte abgeschafft. Die Verwaltungsaufgaben übernahmen die Kreisämter und die Gerichtsfunktionen die Kreisgerichte und Kreisgerichtskommissionen. Für die Justiz entstand so das Kreisgericht Bernburg. Dieses war dem Oberlandesgericht Dessau in zweiter und dem Preußische Obertribunal als letzter Instanz nachgeordnet. Die Verwaltungsaufgaben übernahm das Kreisamt Bernburg. Die Patrimonialgerichte in Hecklingen und Gänsefurth wurde aufgehoben.